# Cheval de l'herbe et de la boue

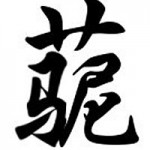
Caractère imaginé pour représenter le « Cheval de l'herbe et de la boue », intégrant les 3 sinogrammes.

Le Cheval de l'herbe et de la boue (Cǎo ní mǎ, chinois : 草泥马) est un mème répandu sur l'Internet chinois et un symbole de la résistance contre la censure d'Internet en Chine. Il fait partie des dix animaux mythiques homophones d'expressions injurieuses qui figuraient dans l'encyclopédie en ligne Baidu Baike. Indépendamment de Baidu, sa popularité est sans précédent : en quelques semaines, peluches, clips, chansons, dessins animés, parodies de l’émission Le Monde des Animaux de CCTV se trouvent partout sur la toile.

## Étymologie
Cao Ni Ma, dites « Cheval de l’herbe et de la boue » ou « lama boueux », est censé être une espèce d'alpaga. Le nom est dérivé du terme cào nǐ mā (Chinois : 肏你妈), équivalent de « nique ta mère ». Le nom n'est pas strictement un homophone, car les mots possèdent les tons différents.

## L'espèce
Selon l'article paru dans Baidu Baike, les Cao Ni Ma proviennent de la region « Ma Le Ge Bi » (chinois : 马勒戈壁, anglais[pas clair] : Mahler Gobi) (ressemblant à 妈了个屄, – « la putain de chatte à ta mère »), d'autres variants sont les 沃草泥马 (wò cǎo ní mǎ), ressemblant 我肏你妈 – « je nique ta mère », which can only eat fertile grass[pas clair] (沃草 en chinois), et les 狂草泥马 (kuáng cǎo ní mǎ), 狂 – « violemment » ou « follement »), le roi présumé des caonima. L'encyclopédie avait au départ pris l'image d'un zèbre, mais l'animal est devenu une espèce d'alpaga par la suite.

## Habitat
L'espèce dominante de « chevaux » habitant le vaste Désert de Mahler Gobi s'appelle 草泥马戈壁 (Pinyin : cǎo ní mǎ gē bì), ou « Cheval de l'herbe et de la boue du Gobi ». Ils se nourrissent d'herbe, mais la pénurie de l'eau dans ce désert a rendu l'espèce résistante. L'animal est caractérisé d'être « vivace, intelligent et tenace ». Leur existence est menacé par l'invasion du crabe de rivière (hexie : crabe /censure).
Le crabe de rivière (en) symbolise la censure officielle : les mots 河蟹 (Pinyin : héxiè) ressemblent à 和谐 (Pinyin : héxié), l'harmonie, à laquelle faisait référence le Président Hu Jintao en parlant de son objectif de créer une société harmonieuse (en) ; les citoyens de la toile l'ont transformé en euphémisme de la censure. Les crabes sont souvent représentés avec trois montres, qui signifient les Trois Représentations chères à l'ancien Président Jiang Zemin – 代表 « représente » et 戴表 « porter une montre » sont homophones.

## Formats
Des vidéos,, ainsi que des « documentaires » et des dessins animés consacrés au Caonima ont été lancés sur YouTube et ailleurs sur la toile,. Un vidéo avec une chanson avec une orchestration élaboré et un chœur fut comparée à It's a Small World ; elle a été vue 1,4 million de fois ; un dessin animé a attiré 250 000 vues ; un documentaire style « géo » sur l'animal en a attiré 180 000.
Un article du New York Times a attiré l'attention du monde entier sur le phénomène du Cheval de l'herbe et de la boue ; des commentaires apparurent dans les blogs et forums de discussion. Des peluches du Caonima sont désormais disponibles sur l'internet. Un fabricant de Guangzhou commercialise 150 peluches munies de leur propres actes de naissances établies par le Bureau des animaux mythiques du Mahler Gebi : un brun s'appelle Mahle (马勒) et un blanc s'appelle Gebi (歌碧) ; ils se vendent pour 40 yuan. À la suite de « l'harmonisation », le Caonima est désormais nommé « Alpaga » (羊驼).

## Censure
L'Incendie du TVCC fut moquée par un nombre des montages et parodies. Un parmi eux figurait la fumée en forme d'un alpaga.
Un reportage publié le 20 mars 2009 dans The New York Times citait une source chinoise sur Global Voices que les autorités avaient averti les responsables des chats et des forums sur l'interdiction de « ne faire aucune publicité ni promotion du contenu concernant le Caonima » par une décision politique du haut niveau, les médias étrangers ayant « exagéré l'incident comme une confrontation entre les citoyens du web et le gouvernement ».
Lors d'une conférence de presse le 25 mars, le Ministère de l'étranger confirme que l'accès à YouTube avait été bloqué durant les deux jours précédents. Selon Reporters sans frontières, le blocus fut une tentative d'arrêter la diffusion des vidéos montrant la répression du peuple tibétain avant le 50e anniversaire du soulèvement tibétain du 10 mars 1959, et l'accès au phénomène du Caonima.
Une directive émise le 30 mars 2009 par l'Administration d'Etat de la Radio, du Cinéma et de la Télévision (SARFT) rappelle 31 catégories de contenu interdit sur l'internet comprenant la violence, la pornographie, et tout contenu susceptible d'inciter le racisme ou qui pourrait mettre en péril la stabilité sociale. Le phénomène du Caonima aurait surpris les censeurs en profitant d'une faille dans leur défenses. D'autres analystes disent que le but de l'interdiction étant d'atténuer les commentaires ou critiques sur des sujets sensibles dans l'anticipation de la 20e anniversaire des manifestations de la place Tian'anmen.